# 一曲难忘
《一曲难忘》（英語：A Song to Remember）是1945年由查尔斯·维多执导的一部美国传记电影，讲述的是一段虚构的弗雷德里克·肖邦的人生。
本片获得多项奥斯卡金像奖提名，包括最佳男主角（柯纳·王尔德）、最佳摄影、色彩、最佳电影剪辑、最佳剧情片或喜剧片配乐、最佳音效、录音（约翰·保罗·利瓦达利）和最佳原创故事奖。